# گریمالدی
گریمالدی (به ایتالیایی: Grimaldi) یک کومونه در ایتالیا است که در استان کزنتزا واقع شده‌است.

## خصوصیات
گریمالدی ۲۴٫۴ کیلومترمربع مساحت و ۱٬۸۷۰ نفر جمعیت دارد و ۶۵۰ متر بالاتر از سطح دریا واقع شده‌است.